# Доба
Доба́ (позначення: доб, міжнародне: d) — проміжок часу, приблизно рівний періоду обертання Землі чи іншої планети Сонячної системи навколо своєї осі. Життя на Землі підкоряється земному добовому циклу.
Доба поділяється на 24 години (1440 хвилин, або 86 400 секунд) і умовно поділяються на 4 характерні інтервали: ранок, день, вечір, ніч.
Календарну добу становлять тижні, місяці.
У переносному значенні слово доба вживається як синонім слів епоха, ера, вік: золота доба, бронзова доба, залізна доба, козацька доба тощо.

## Поділ
Доба у середніх широтах поділяється на дві частини — світлу, день, і темну, ніч. У приполярних областях Землі існує полярний день і полярна ніч, які можуть тривати багато діб.
Відлік годин доби починається з півночі, з 12-ї години ночі, що водночас дорівнює нульовій годині. Години відраховуються від 1-ї по 24-ту. 12-та година називається полуднем. Хоча формально години відраховуються від 1-ї по 24-ту, неформально, доба розбивається на дві дванадцятки: до полудня і після полудня. Українською мовою говорять звично: перша, друга година ночі, третя година ночі або ранку, четверта година ранку, і так далі до полудня, перша, друга, третя, четверта, п'ята година дня, шоста година вечора і так далі до одинадцятої години вечора, дванадцята година ночі.
Поділ доби на 24 години склався у давнину, у Стародавній Месопотамії та Стародавньому Єгипті, де віддавали перевагу рахунку дюжинами, дванадцятками, а не десятковій системі числення.
Перша частина світлого часу доби називається ранком, остання частина — вечором.

## Доба в астрономії

Порівняння тривалості зоряної (2) і сонячної (3) доби при збігу напрямків орбітального й власного обертання

Астрономи розрізняють земні сонячну добу і зоряну добу. Тривалість як сонячної доби, так і зоряної доби, не є сталою величиною, а дещо змінюється внаслідок збурень руху Землі навколо Сонця.
Сонячна доба — це проміжок часу між двома послідовними кульмінаціями Сонця (істинна сонячна доба), або у вужчому значенні — між послідовними нижніми кульмінаціями середнього сонця (це фіктивна точка, що рівномірно рухається вздовж небесного екватора). Тривалість істинної сонячної доби залежить від широти спостерігача й пори року. У середньому сонячна доба триває 24 години. Відхилення від середнього значення не перевищують 30 с: тривалість істинної сонячної доби у грудні становить 24 год 00 хв 30,4 с, у вересні — 23 год 59 хв 39,5 с.
Зоряна доба (період обертання навколо своєї осі) — проміжок часу між двома послідовними кульмінаціями зорі (найвищим чи найнижчим положенням її над горизонтом, коли вона перетинає меридіан точки спостереження). За зоряну добу Земля робить повний оберт навколо своєї осі. Вона дорівнює 23 год. 56 хв. 4 сек. Існує також поняття тропічна зоряна доба — проміжок часу між двома послідовними кульмінаціями точки весняного рівнодення. Внаслідок прецесії її тривалість приблизно на 3 мс менша за тривалість істинної зоряної доби.
Сонячна й зоряна доба неоднакові через те, що завдяки обертанню Землі навколо Сонця для спостерігача, який перебуває на Землі, Сонце щодоби зміщується на тлі нерухомих зірок (рухається уздовж Зодіаку).
Зміна тривалості доби, окрім незначної нерівномірності обертання Землі навколо своєї осі, обумовлена тим, що по-перше, Сонце рухається вздовж екліптики, а не екватора, а по-друге, такий рух — відображення руху Землі по еліптичній орбіті навколо Сонця — сповільнюється у липні (Земля в афелії) й прискорюється в січні (Земля в перигелії). Це спричиняє відхилення часу істинних кульмінацій Сонця (полудня і півночі) від середнього до +14 хв (у лютому) і –16,5 хв (у листопаді).

### Вікові зміни тривалості доби
У зв'язку з притяганням Місяця, видимим проявом чого є припливи, швидкість обертання Землі поступово сповільнюється. За сторіччя тривалість земної доби збільшується приблизно на 2 мілісекунди.
Зміни тривалості доби протягом геологічного часу було перевірено експериментально, шляхом підрахунку кільцевих ліній у викопних коралів. Корали відкладають на своєму зовнішньому скелеті карбонат кальцію; циклічність відкладення пов'язана як зі зміною освітлення (день/ніч), так і з сезонними змінами (весна/літо/осінь). Карбонатні відкладення утворюють кільця та пояси. 1963 року американський палеонтолог Джон Уеллс (1907—1994) відкрив, що в сучасних коралів у річному поясі налічується близько 360 кілець (тобто, кожне кільце відповідає одній добі), а у коралів, що жили близько 370 млн років тому, у річному поясі налічується від 385 до 399 кілець. Таким чином із кільцевих утворень на епітеці коралів можна визначити кількість днів у році тієї епохи, коли ці корали жили. З огляду на зміну тривалості року і екстраполюючи назад в часі уповільнення швидкості обертання Землі, можна також визначити тривалість доби в той чи інший геологічний період:
| Час         | Геологічний період | Число днів в році | Тривалість доби |
| ----------- | ------------------ | ----------------- | --------------- |
| Сьогодні    | Четвертичний       | 365               | 24 год          |
| 100 млн л.т | Юра                | 380               | 23 год          |
| 200 млн л.т | Перм               | 390               | 22,5 годин      |
| 300 млн л.т | Карбон             | 400               | 22 год          |
| 400 млн л.т | Силур              | 410               | 21,5 год        |
| 500 млн л.т | Кембрій            | 425               | 20,5 год        |

Щоб дізнатися тривалість доби до епохи виникнення коралів, вченим довелося вдатися до допомоги синьозелених водоростей. З 1998 року китайські дослідники Чжу Шісін, Хуан Сюегуан і Синь Хоутянь з Тяньцзіньського інституту геології та мінеральних ресурсів проаналізували більш як 500 копалин строматолітів віком 1,3 мільярда років, що росли колись біля екватора і похованих на горах Яньшань. Синьозелені водорості реагують на зміну світлого і темного часу доби напрямком свого зростання і глибиною кольору: вдень вони пофарбовані у світлі тони й ростуть вертикально, вночі мають темне забарвлення і ростуть горизонтально. За зовнішнім виглядом цих організмів, враховуючи швидкість їх росту і накопичені наукові дані по геології та кліматології, виявилося можливим визначити річний, місячний і щоденний ритми росту синьозелених водоростей. Згідно з отриманими результатами, вчені зробили висновок, що 1,3 мільярда років тому (в докембрійську епоху) земна доба тривала 15—16 годин, а рік складався з 546—588 днів. Звіт про дослідження, опублікований у китайському Journal of Micropaleontology, привернув велику увагу як у країні, так і за кордоном[ненейтрально].
Існують і противники цієї оцінки, що вказують що дані досліджень стародавніх приливних відкладень, субліторальних карбонічних фацій (тайдалітів), суперечать їй.
Згідно з новим міжнародним дослідженням, яке було опубліковане 2 серпня 2021 року у науковому виданні Nature, збільшення тривалості дня могло мати важливий вплив на характер і час насичення Землі киснем. «Незмінне питання в науці про Землю полягає в тому, як атмосфера Землі отримала кисень і які чинники відбувалися під час оксигенації», — відзначив співавтор дослідження Грегорі Дік, геомікробіолог з Департаменту наук про Землю та довкілля Мічиганського університету (США).
В 2023 році, фахівці Мюнхенського технічного університету повідомили, що Земля сповільнює свій обертальний рух. І висловили прогноз: земна доба через це «гальмування» поступово збільшуватиметься і в найближчому за космічними мірками майбутньому досягне 25 годин. Проте, станеться це приблизно за 200 мільйонів років, адже процес йде поступально, приблизно з однією швидкістю уповільнення.

## Міжнародна система одиниць
Величина доби не входить до Міжнародної системи одиниць (SI), проте допускається її використання в розрахунках. В цьому випадку 1 добу приймають рівною точно 86 400 секунд (86 400 = 24 × 60 × 60). В астрономії добу, визначену таким чином (через секунду SI), називають юліанською добою. Визначення тривалості доби як 86400 секунд не спирається на астрономічні спостереження, і лише приблизно дорівнює періоду обертання Землі навколо своєї осі.
Середня сонячна доба триває не цілу кількість секунд (наприклад, тривалість доби в епоху 2000 дорівнювала 86400,002 с), причому тривалість ця непостійна через вікові зміні обертання Землі. У зв'язку з цим періодично виникає потреба приводити всесвітній координований час (UTC) у відповідність із сонячним часом UT1 (заснованим на обертанні Землі). У таких випадках до UTC додається (або віднімається) заздалегідь оголошена секунда координації («високосна секунда»).
1. ↑  В SI секунда визначена як 9192631770 періодів випромінювання, що відповідає переходу між двома надтонкими рівнями основного стану атома цезію-133. Виходячи з такого визначення, доби триває 794243384928 000 таких переходів.

## Культурні межі доби
Для більшості денних тварин, доба починається на світанку і закінчується на заході. Людина, зі своїми культурними традиціями та науковими знаннями, сформувала власні уявлення про часові межі дня. Єврейська доба починається або із заходом сонця, або в сутінках (коли з'являються зірки третьої величини). Християнська Церква і середньовічна Європа слідували цій традиції, відомої на Заході як «флорентійський рахунок»: згідно з цією системою вираз «2:00 дня» означав «через 2 години після заходу сонця». Такі особливі дати як Святвечір, Хелловін, які відзначаються з початком вечора, є залишками старих звичаїв, коли релігійні свята починалися з вечора попередньої дати. Сучасна угода щодо цивільної доби, встановлює її початок о 00:00 годин півночі (включно), і її закінчення — через повні 24 години, до 24:00 (не включно).
В ісламі добу рахують від заходу сонця до заходу, тобто повне зникнення сонця на горизонті позначає початок нового дня, незалежно від заграви.
У Стародавньому Єгипті, добою вважався час від сходу до сходу сонця. Часто нічний час вважається продовженням попереднього дня, зокрема, в сучасній Україні й в США: наприклад, вирази «ніч п'ятниці» і «ніч на суботу» — в українській мові будуть рівнозначними. Нічні програми телепередач включають до розкладу попереднього дня, зате програмування відеомагнітофонів для запису вимагає від користувача дотримуватися строгого правила початку нової цивільної доби о 00:00. У нічний час такі вирази як «сьогодні», «вчора» і «завтра» стають неоднозначними.

### Міжнародні угоди про початок доби
Існуюча сучасна угода для цивільної доби, встановлює їх початок о 00:00 годині півночі (включно), та їх закінчення через повні 24 години, до 24:00 (не включно). До 1925 року, поряд з цивільною добою, існувала астрономічна доба, яка починалася опівдні. Крім того, в мореплаванні, аж до XIX століття, використовували навігаційну, або морську (англ. nautical), добу, яку теж починали опівдні, як і астрономічну, але було зрушено на 1 день. Угода про початок доби опівдні в астрономії досі діє при обчисленні юліанської дати.
Всесвітня метеорологічна організація використовує поняття «метеорологічна доба». З метою координації діяльності національних метеорологічних служб встановлено час початку метеорологічної доби по UTC для різних часових поясів :
- 0 годин: 19-24 часові пояси;
- 6 годин: 13-18 часові пояси;
- 12 годин: 7-12 часові пояси;
- 18 годин: 1-6 часові пояси.

Таким чином, наприклад, у країнах Європи метеорологічна доба починається о 18:00 (UTC) — у цей час підбиваються підсумки доби, обчислюються середні та екстремальні значення температури повітря та інших метеопараметрів. Якщо 1-й часовий пояс у представленому списку — це пояс UTC+1, то отримуємо, що метеорологічна доба в конкретному місці може починатися в інтервалі від 19:00 до 24:00 за офіційним місцевим часом.

### Особливі угоди, пов'язані з добою
Термін дії тимчасових перепусток і т. д., може закінчитися опівночі. Однак, якщо змінний розклад постачальника послуг (наприклад, громадського транспорту) охоплює, скажімо, проміжок від 6:00 дня до 1:00 ночі наступної доби (який також може бути відзначений як 25:00), то остання година може законно розглядатися як частина попереднього дня. Наприклад, термін дії місячних проїзних квитків в міському автобусі або тролейбусі в Україні, при настанні 1-го числа наступного місяця, не закінчується до кінця робочої зміни персоналу громадського транспорту, якщо її початок випав на попередню добу. Для «Nederlandse Spoorwegen» (нідерландська залізниця), добовий квиток дійсний 28 годин, з 0:00 до 28:00 (тобто, 4:00 наступної доби). Термін дії пропускних квитків «London Regional Transport» (Лондонського громадського транспорту), закінчується о 4:30 наступного дня після дати їх активації.

## Тривалість доби на інших планетах Сонячної системи
- Меркурій — 58,6467 земної доби[15]
- Венера — 116,750 земної доби[16]
- Марс — 24,6229 годин
- Юпітер — 9 годин 55 хв 30 сек[17]
- Сатурн — 10 годин 34 хв 13 сек[18]
- Уран — 17 годин 14 хв 24 сек[19]
- Нептун — 16 годин 6 хв 36 сек
- Місяць — 27,322 земної сонячної доби; цікаво, що «місячна земна доба» триває нескінченно довго: Земля ніколи не сходить і не заходить при спостереженні з Місяця
- Плутон — 6 земних діб 9 годин 17,6 хв

### Сидеричний день
Сидерична доба або зоряна доба — це проміжок часу, який потрібен Землі, щоб зробити один повний оберт відносно небесного фону або далекої зірки (яка вважається нерухомою). Вимірювання доби як таке використовується в астрономії. Сидерична доба приблизно на 4 хвилини менша за сонячну 24 години (23 години 56 хвилин 4,09 секунди), або 0,99726968 сонячної доби 24 години. У середньому тропічному році налічується близько 366,2422 зоряних діб (на одну зоряну добу більше, ніж кількість сонячних діб).
Окрім зоряної доби на Землі, інші тіла в Сонячній системі мають добу, тривалість якої становить:
| Ім'я         | Тривалість світлового дня (години) |
| ------------ | ---------------------------------- |
| Меркурій     | 4222.6                             |
| Венера       | 2802                               |
| Місяць Землі | 708,7                              |
| Марс         | 24.7                               |
| Церера       | 9 –9,1                             |
| Юпітер       | 9.9                                |
| Сатурн       | 10.7                               |
| Уран         | 17.2                               |
| Нептун       | 16.1                               |
| Плутон       | 153.3                              |